# Aurach (Regnitz, Oberfranken)
Die Aurach ([ˈaʊ̯ʁax] )  ist ein etwa 40 km langer, linker und nordwestlicher Zufluss der Regnitz in Franken. Sie fließt durch den Landkreis Haßberge in Unterfranken sowie durch den Landkreis Bamberg in Oberfranken und durchquert dabei die Naturräume Steigerwald und Ebrach-Aisch-Platte. Die Aurach entspringt in der Gemeinde Oberaurach und verläuft in südöstlicher Richtung. Auf ihrem Weg durchfließt sie die Gemeinden Oberaurach, Priesendorf, Lisberg, Walsdorf, Stegaurach und Pettstadt. Nördlich von Pettstadt mündet die Aurach  von links kommend in die Regnitz.

## Geographie

### Verlauf

#### Quelle

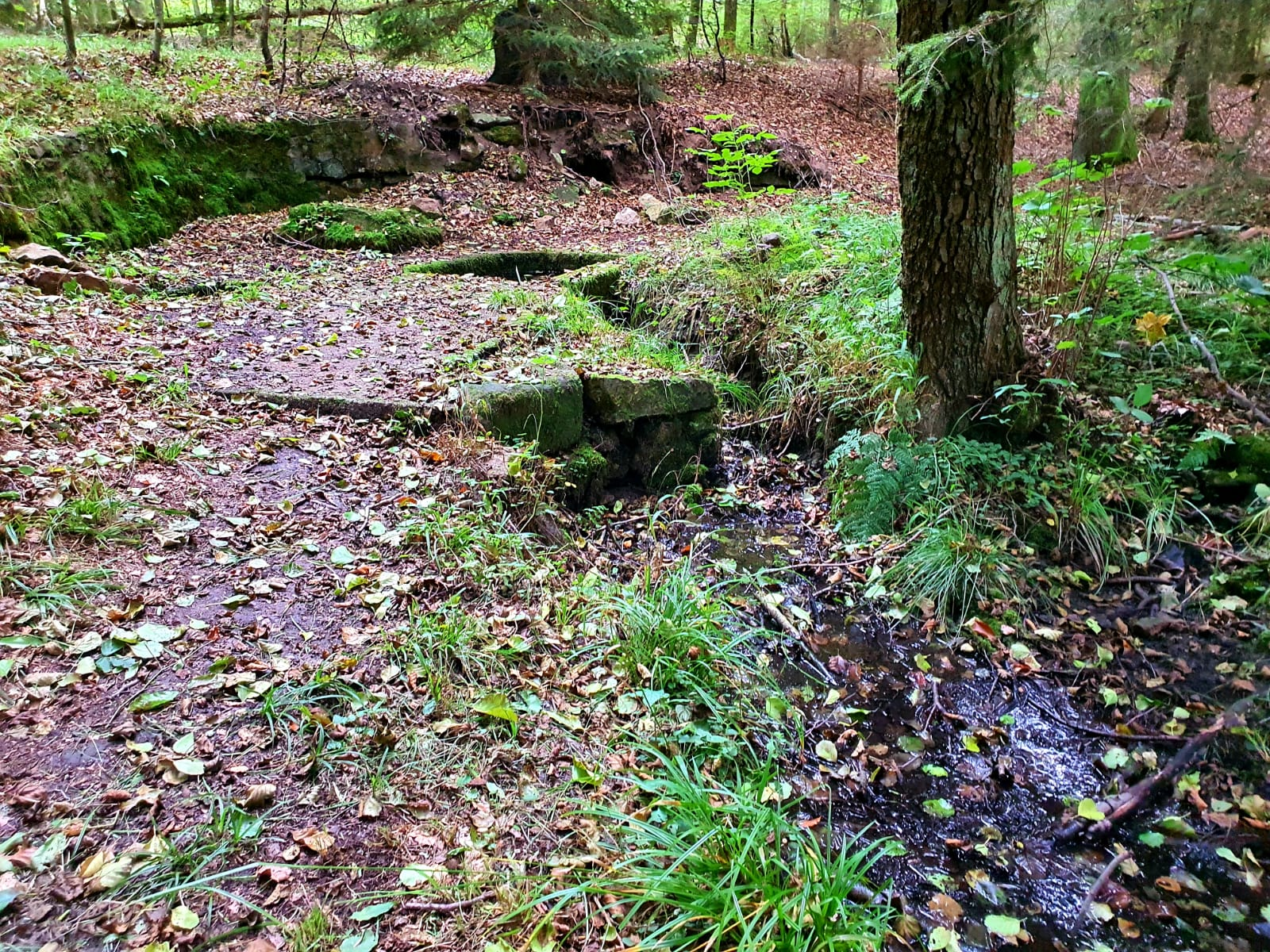
Offizielle Aurachquelle

Die Aurach hat eine offiziell beschilderte Quelle, die sich in vielen Karten als Ursprung des Flusses befindet. Diese Quelle liegt im Steigerwald, westlich des Kirchdorfs Neuschleichach der Gemeinde Oberaurach auf einer Höhe von etwa 386 m ü. NHN östlich des Gebiets Krohlach. Der zugehörige Quellarm fließt östlich. Weiter westlich, auf etwa 431 m ü. NHN, befindet sich eine weitere Quelle entlang des Gebiets Krohlach, die jedoch nicht offiziell als Ursprung der Aurach anerkannt ist. In vielen Darstellungen bleibt daher die östliche, beschilderte Quelle als Ausgangspunkt des Flusses angegeben. In unmittelbarer Nähe der Quellen liegt nördlich der Beerberg, und westlich beginnt der Naturwald Knetzberge-Böhlgrund. Im weiteren Verlauf wird die Beschreibung der Aurach von der östlichen Quelle, ausgehend beschrieben.
Nach ihrer Quelle fließt die Aurach in östlicher Richtung weiter.

#### Oberlauf
Nach der offiziell ausgeschilderten Quelle fließt die Aurach in östlicher Richtung weiter. Bereits kurz nach dem Quellgebiet mündet von rechts ein erster, namenloser Zufluss, dessen Quelle westlich des Sauknocks liegt. Die Aurach setzt ihren östlichen Verlauf fort und verlässt kurze Zeit später das Waldgebiet, in dem ihre Quelle liegt. Nördlich erhebt sich der 476 Meter hohe Beerberg. Die Aurach passiert südlich den geschützten Landschaftsbestandteil Beerberg-Südhang, und südlich des Flusslaufs befindet sich das Naturdenkmal Feuchtwiese am Sauknock. Kurz vor dem Parkplatz Aurachgrund mündet ein weiterer namenloser Zufluss von rechts in den Fluss.
Etwas weiter flussabwärts mündet ebenfalls von rechts der Graseckbach in die Aurach. Anschließend erreicht der Fluss den Ort Neuschleichach, den er durchfließt, während er weiter in südöstlicher Richtung fließt. Nach dem Ort Neuschleichach verändert der Fluss seinen Lauf leicht nach Norden und fließt nun südlich der Straße Has 18 weiter. Kurz darauf erreicht die Aurach den Ort Unterschleichach. Innerhalb des Ortes mündet von rechts der Dammersbach, ein wichtiger Zufluss, in die Aurach. Der Dammersbach hat sein Quellgebiet im Markertsgrüner Forst und trägt bedeutend zur Wasserführung der Aurach bei. Nachdem der Fluss den Dammersbach aufgenommen hat, durchfließt die Aurach den Ort Unterschleichach und setzt ihren Weg in östlicher Richtung fort.
Nach dem Ort Unterschleichach mündet von links der Seebach in die Aurach, dessen Quellgebiet nördlich von Oberschleichach liegt. Der Flusslauf verändert sich anschließend deutlich und fließt nun straff in südöstlicher Richtung.

#### Mittellauf
Bald darauf erreicht die Aurach das Naturschutzgebiet Tretzdendorfer Weiher. Hauptziel des Naturschutzgebiets ist der Erhalt und die Förderung seltener Arten und Lebensräume. Besonders geschützt werden Amphibienarten wie der Laubfrosch und der Kammmolch sowie die artenreichen Feuchtgebiete mit hoher Biodiversität. Ein weiterer wichtiger Aspekt ist die nachhaltige Bewirtschaftung der Feuchtwiesen zur Sicherung gefährdeter Pflanzen- und Tiergemeinschaften. Auch die Teichlandschaften und die natürlichen Auwaldgesellschaften entlang des Aurachtals sollen bewahrt und gefördert werden. Zudem wird angestrebt, Lebensräume für Amphibien zu optimieren und naturnahe Waldgesellschaften zu unterstützen.
Zu den wesentlichen Lebensraumtypen im Naturschutzgebiet gehören Flüsse und Bäche mit natürlicher Vegetation, Kalk-Trockenrasen, Gebüschformationen, feuchte Hochstaudenfluren, magere Flachlandwiesen und Hainsimsen-Buchenwälder. Im Naturschutzgebiet Tretzdendorfer Weiher münden von links und rechts zwei unbenannte Gräben in die Aurach. Der Fluss, der weiterhin in südöstlicher Richtung verläuft, erhält anschließend von rechts mit dem Waldbach einen weiteren Zufluss. Kurz darauf mündet von links der Steingraben in die Aurach. Das Gewässer durchquert daraufhin die oberen acht Tretzdendorfer Weiher, die im Rahmen des Naturschutzgebiets wichtige Lebensräume für zahlreiche Pflanzen- und Tierarten bieten. Während der Fluss weiterhin durch das Naturschutzgebiet fließt, wendet sich die Aurach leicht nach Nordosten. In diesem Abschnitt münden von links zwei weitere unbenannte Gräben in den Fluss. Der Verlauf der Aurach verändert sich erneut und sie wendet sich wieder nach Südosten und erreicht die südlichen Tretzdendorfer Weiher. In  Tretzendorf, einem Gemeindeteil von Oberaurach speist der Fluss zwei Fischweiher. Zwischen Tretzendorf und Trossenfurt mündet von links ein namenloser Zufluss in die Aurach, von rechts fließt der Grundbach, der wichtigste Zufluss in diesem Abschnitt, in den Fluss ein. Danach durchfließt die Aurach den Ort Trossenfurt. Nach  Trossenfurt mündet von rechts der Klingengraben in den Fluss, dessen Quelle am Maibrunnen liegt. Kurz darauf nimmt die Aurach von links das Kümmigsbächlein auf. Der Fluss erreicht anschließend den Ort Kirchaich, den er in einer schleifenartigen Route durchquert. Im Ort Kirchaich mündet von links der Schößbach in die Aurach. Der Fluss, der nun bereits einige Höhenmeter verloren hat und fast parallel zur Staatsstraße 2276 verläuft, erreicht kurze Zeit später die Kotzmühle. Kurz vor diesem Ort mündet von rechts ein namenloser Zufluss aus dem Heinzleinsgrund in den Fluss. Daraufhin erreicht die Aurach den Ort Nützelbach. In Nützelbach münden von rechts der Altengraben und von links der Nußbach in die Aurach. Anschließend teilt sich der Fluss in mehrere Stränge auf und speist die Priesendorfer Weiher. Schließlich erreicht die Aurach den Ort Priesendorf, den sie durchquert. Im Ort mündet von links der Külmsbach in den Fluss.

#### Unterlauf
Anschließend erreicht die Aurach den Ort Neuhausen, einen Gemeindeteil von Priesendorf. Im Ort mündet von rechts der Seeholzgraben in die Aurach. Der Fluss, der weiterhin in südöstlicher Richtung verläuft, erhält von rechts einen weiteren Zufluss aus dem Mittelgrund. Nachdem die Aurach an der Neumühle vorbeigeflossen ist, speist sie den Pfaffensee. Der Fluss schlängelt sich in sanften Bögen durch die Landschaft und unterquert anschließend die Staatsstraße 2262. Die Aurach passiert den Ort Feigendorf, einen Gemeindeteil von Walsdorf, der südlich des Flusses liegt. Die weiter mäandrierende Aurach erreicht  den Ort Kolmsdorf. Zwischen Zettelsdorf und Walsdorf mündet von rechts ein unbekannter Zufluss in die Aurach. Der Fluss erreicht dann den Ort Walsdorf, eine Gemeinde im Landkreis Bamberg.
Nach dem Verlassen von Walsdorf fließt die Aurach weiter in südöstlicher Richtung. Zwischen Walsdorf und Erlau mündet von rechts ein weiterer Zufluss in die Aurach. Wenige Hundert Meter weiter erreicht der Fluss Mühlendorf, einen Gemeindeteil von Stegaurach. Dort passiert er nördlich die Mühlendorfer Teiche. Daraufhin schlängelt sich die Aurach weiter in Richtung Südosten. Anschließend mündet von links der Eselsgraben in den Fluss, kurz bevor er Stegaurach erreicht. In Stegaurach mündet von links mit dem Tränkseegraben ein weiterer wichtiger Zufluss in die Aurach. Daraufhin passiert das Gewässer südlich den Schweigelsee und unterquert kurze Zeit später die Bundesstraße 22. Anschließend fließt die Aurach südlich an Unteraurach sowie nördlich am Knottenhof vorbei. Weiterhin in südöstlicher Richtung verlaufend, erreicht der Fluss nördlich die Rohrwiesen, um kurz darauf Waizendorf zu erreichen, das er südlich passiert. Nach Waizendorf verstärkt sich der südöstliche Flusslauf der Aurach erneut, bevor sie den Ort Höfen erreicht. Danach fließt der Fluss weiter nach Seehaus.

#### Mündung
Nach Seehaus fließt die Aurach weiter in östliche Richtung. Nördlich liegt der Bruderwald mit den Naturwäldern Wolfsruhe und Wasserwand sowie dem Naturschutzgebiet Wolfsruhe. Der parallel zur Bundesstraße 21 fließende Fluss erreicht anschließend den Ort Schadlos, einen Gemeindeteil von Pettstadt im Landkreis Bamberg. Nach Schadlos schlängelt sich das Gewässer weiter in südöstliche Richtung und passiert nördlich den Ort Neuhaus. Dort ändert sich leicht die Flussrichtung nach Osten. Nachdem das Gewässer die Staatsstraße 29 unterquert hat, mündet der etwa 39,8 km lange Lauf der Aurach 194 Höhenmeter unterhalb ihrer Quelle, sie hat somit ein Sohlgefälle von rund 4,5 ‰.

### Einzugsgebiet
Das 107,63 km² große Einzugsgebiet der Aurach wird über die Regnitz, den Main und den Rhein zur Nordsee entwässert.
Es grenzt
- im Süden an das Einzugsgebiet der Rauhen Ebrach, die in die Regnitz mündet,
- im Norden an das des Mains,
- im Osten an das der Regnitz, die in den Main mündet,
- im Nordwesten an das des Stöckigsbachs, der in den Main mündet.

Das Einzugsgebiet ist in den höheren Randbereichen bewaldet und in den Tälern wechseln landwirtschaftliche Nutzflächen mit Siedlungen ab. Die höchste Erhebung ist der Euerberg mit einer Höhe von 491 m ü. NHN im Nordwesten des Einzugsgebiets.

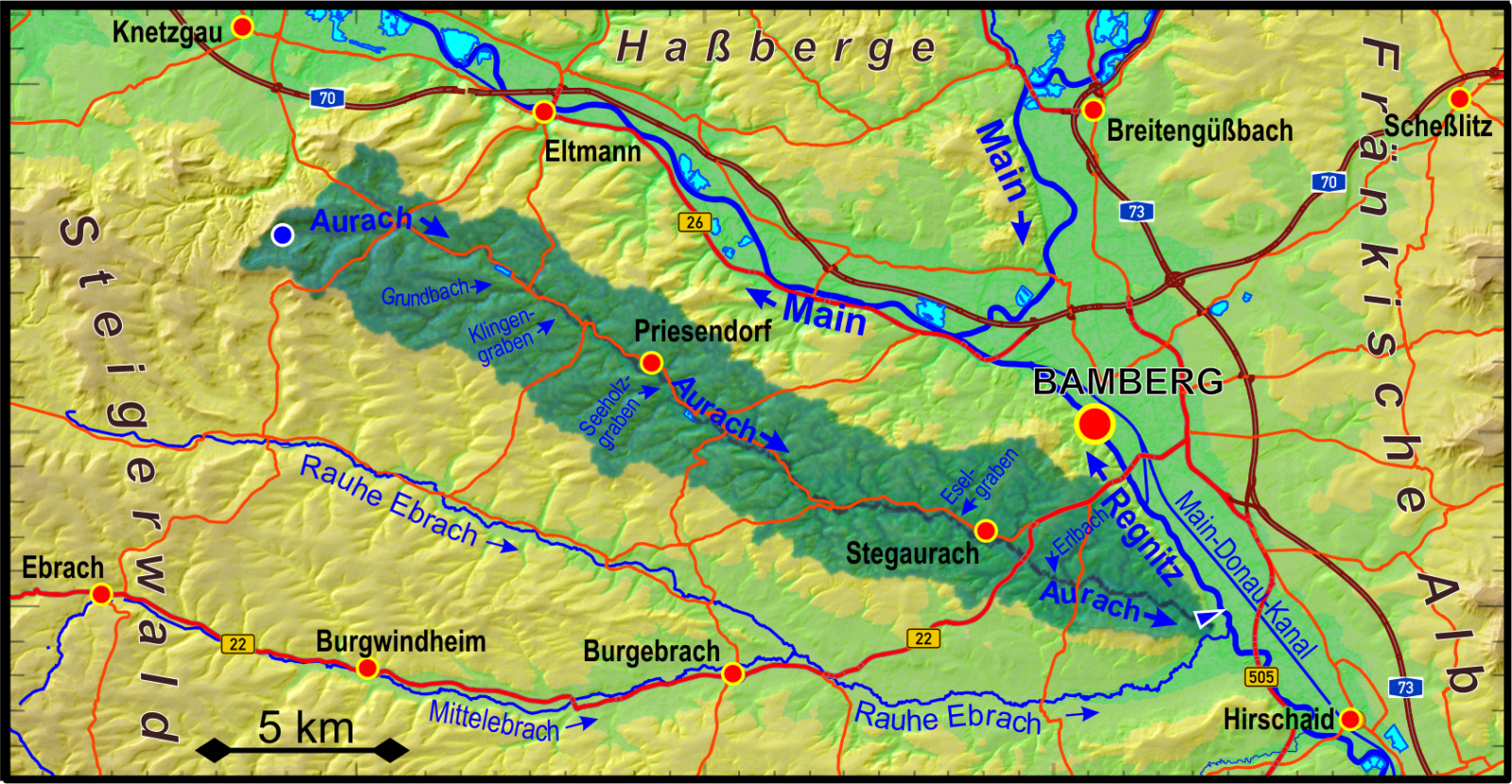
Einzugsgebiet der Aurach

### Zuflüsse
Zuflüsse von der Quelle zur Mündung. Die Auswahl umfasst Flüsse mit einer Länge von über 1,5 Kilometern. Angegeben sind jeweils die Länge des Zuflusses, sein Mündungsort und die Mündungshöhe. Die ersten beiden Werte wurden in der Regel abgemessen. Andere Quellen für die Angaben sind, falls vorhanden, vermerkt. Es werden nur direkte Zuflüsse berücksichtigt. Zum Vergleich sind auch die Werte der Aurach selbst aufgeführt. Nur die Aurach und der Grundbach besitzen amtliche Gewässerkennzahlen (GKZ): Die Aurach hat die GKZ 24296, der Grundbach die GKZ 242942. Für die anderen Zuflüsse liegen keine amtlichen GKZs vor.
| Name           | GKZ    | Lage   | Länge in km | EZG in km² | Mündungshöhe in m ü. NHN | Mündung                             |
| -------------- | ------ | ------ | ----------- | ---------- | ------------------------ | ----------------------------------- |
| Graseckbach    |        | rechts | 01,8        | 01,6       | 356                      | in Neuschleichach                   |
| Dammersbach    |        | rechts | 02,1        | 01,9       | 340                      | in Unterschleichach                 |
| Seebach        |        | links  | 01,6        | 02,5       | 329                      | in Unterschleichach                 |
| Grundbach      | 242962 | rechts | 05,6        | 07,4       | 302                      | in Trossenfurt                      |
| Klingengraben  |        | rechts | 02,4        | 02,0       | 296                      | nach Trossenfurt                    |
| Schößbach      |        | rechts | 02,9        | 02,5       | 291                      | in Kirchaich                        |
| Seeholzgraben  |        | rechts | 02,1        | 04,3       | 281                      | in Neuhausen                        |
| Eselsgraben    |        | links  | 02,2        | 03,4       | 260                      | westlich von Stegaurach             |
| Tränkseegraben |        | links  | 02,7        | 03,5       | 257                      | zwischen Stegaurach und Debring     |
| Erlbach        |        | links  | 03,0        | 04,0       | 254                      | zwischen Unteraurach und Waizendorf |
| Aurach         | 24296  | n. a.  | 39,8        | 107,6      | 245                      | östlich von Stegaurach              |

### Ortschaften
Ortschaften am Lauf mit ihren Zugehörigkeiten. Nur die Namen tiefster Schachtelungsstufe bezeichnen Siedlungsanrainer.
Landkreis Haßberge
- Gemeinde Oberaurach
  - Neuschleichach (Kirchdorf)
  - Unterschleichach (Kirchdorf)
  - Tretzendorf(Dorf)
  - Kirchaich (Kirchdorf)
  - Kotzmühle (Einöde, rechts)
  - Nützelbach (Dorf, rechts)

Landkreis Bamberg
- Gemeinde Priesendorf
  - Priesendorf (Pfarrdorf, links)
  - Neuhausen (Dorf, rechts)
- Gemeinde Lisberg
  - Trabelsdorf (Pfarrdorf, links)
- Gemeinde Walsdorf
  - Feigendorf (Dorf, links)
  - Kolmsdorf (Dorf, links)
  - Zettelsdorf (Weiler, fast nur links)
  - Walsdorf (Pfarrdorf, überwiegend links)
  - Erlau (Dorf, überwiegend links)
- Gemeinde Stegaurach
  - Mühlendorf (Kirchdorf, überwiegend links)
  - Stegaurach (Pfarrdorf, links)
  - Dellern (Weiler, rechts)
  - Debring (Dorf, links)
  - Mutzershof (Siedlungsplatz ohne Gemeindeteilstatus, rechts)
  - Unteraurach (Dorf, links)
  - Knottenhof (Einöde, rechts)
  - Waizendorf (Dorf, links)
  - Kaifeck (Siedlungsplatz ohne Gemeindeteilstatus, rechts)
  - Höfen (Kirchdorf, rechts)
  - Seehaus (Siedlungsplatz ohne Gemeindeteilstatus, links)
- Gemeinde Pettstadt
  - Schadlos (Weiler, rechts)
  - Neuhaus (Dorf, rechts)

## Natur und Umwelt

### Flora und Fauna
Im Jahr 1971 pachtete der Anglerverein Pettstadt e. V., den ca. 4,4 km langen Unterlaufabschnitt, der von der Brücke in Höfen durch Schadlos und Neuhaus bis hin zur Mündung in die Regnitz reicht. In diesem Bereich ist der oft am Ufer dicht bewachsene Bach durchschnittlich 2–3 m breit und 0,5 –1,5 m tief. Der Hauptfisch dort ist die Forelle, die dank hoher Wasserqualität, eines großen Nahrungsangebots und guter Verstecke prächtig gedeiht. Auch andere Arten wie Aal, Döbel, Barsch, Saibling und viele verschiedene Weißfischarten, dazu auch Hecht, Waller und Quappe fühlen sich in diesem Bach recht wohl und werden immer wieder gefangen.

### Weidegebiet mit Heckrindern

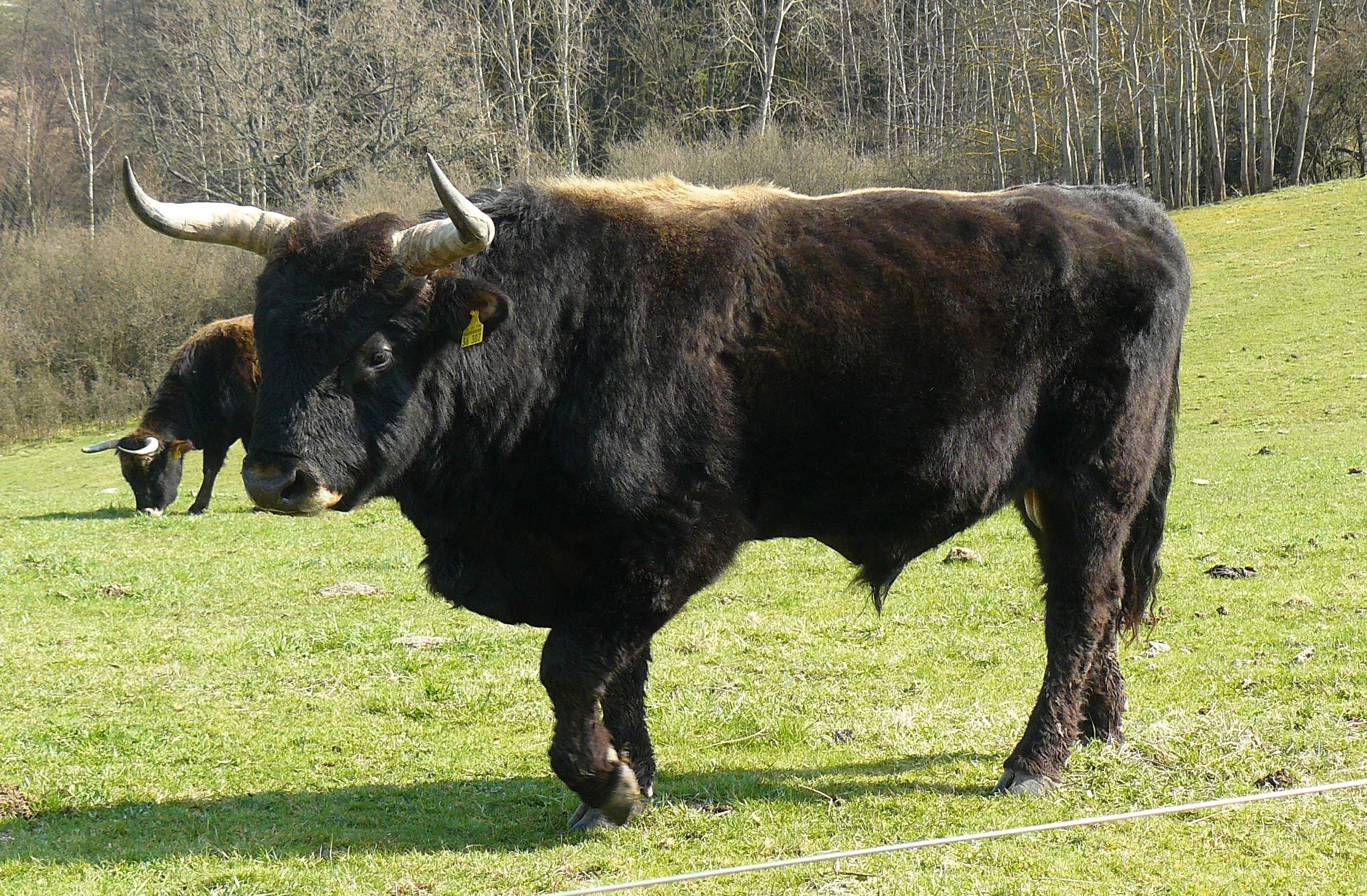
Heckrind im Aurachtal

Im Aurachtal zwischen Kolmsdorf und Feigendorf wird seit 2006 ein größeres Areal mit Heckrindern ganzjährig beweidet. Die Tiere sollen die ökologische Funktion des ausgestorbenen Auerochsen übernehmen und dabei artenreiche Lebensräume erhalten und gestalten. Der Name der Aurach leitet sich vom Auerochsen ab, der noch bis ins Mittelalter zur heimischen Fauna zählte. In Zukunft sollen darüber hinaus auch Wasserbüffel im Aurachtal grasen, da diese im Gegensatz zu den Heckrindern auch Schilf fressen.

### BayernAtlas („BA“)
Amtliche Online-Gewässerkarte mit passendem Ausschnitt und den hier benutzten Layern: Lauf und Einzugsgebiet der Aurach

Allgemeiner Einstieg ohne Voreinstellungen und Layer: BayernAtlas der Bayerischen Staatsregierung (Hinweise)
1. ↑  Höhe abgefragt auf dem Hintergrundlayer Amtliche Karte (Rechtsklick).
2. ↑  Höhe nach blauer Beschriftung auf dem Hintergrundlayer Amtliche Karte.
3. ↑  Länge abgemessen auf dem Hintergrundlayer Amtliche Karte.
4. ↑  Höhe abgefragt auf dem Hintergrundlayer Amtliche Karte (Rechtsklick).

### Gewässerverzeichnis Bayern („GV“)
1. ↑  Länge nach: Verzeichnis der Bach- und Flussgebiete in Bayern – Flussgebiet Main, Seite 56 des Bayerischen Landesamtes für Umwelt, Stand 2016 (PDF; 3,3 MB) (Seitenzahl kann sich ändern. Zuflüsse auch auf den Folgeseiten.)
2. ↑  Einzugsgebiet nach: Verzeichnis der Bach- und Flussgebiete in Bayern – Flussgebiet Main, Seite 59 des Bayerischen Landesamtes für Umwelt, Stand 2016 (PDF; 3,3 MB) (Seitenzahl kann sich ändern. Zuflüsse auch auf den Folgeseiten.)

### Andere Belege
1. ↑  Gewässer - Anglerverein Rauhe Ebrach Pettstadt e. V. Abgerufen am 28. Dezember 2019.
2. ↑  Maria Goblirsch: Im Tal der Auerochsen. Landschaftspflegeverband Landkreis Bamberg e. V.